# Glogau Jechiél
Glogau Jechiel Michael (?, 1740 körül – Nagymarton?, 1818) nagymartoni főrabbi.

## Élete
Glogau Áser nagymartoni főrabbi fia és utóda volt: 1789-től haláláig, 1818-ig működött Nagymartonban főrabbiként. A bécsi, 1791 és 1797 közt megjelent teljes Talmud-kiadást ő nézte át, és látta el előszóval. Korának egyik elismert, kitűnő talmudtudósa volt. Utóda fia, Glogau Rafael lett. Testvére volt Glogau Mózes németkeresztúri rabbi.